# Бюйле, Фернан
Фернан Огюст Шарль Бюйле (фр. Fernand Auguste Charles Buyle; 3 марта 1918, Моленбек — 22 января 1992) — бельгийский футболист, играл на позиции нападающего. Участник чемпионата мира 1938 года.

## Биография

### Клубная карьера
Всю свою карьеру, насчитывающую 19 сезонов, играл за «Даринг» из Брюсселя, в составе которого выиграл два чемпионских титула в 1936 и 1937 годах. Помимо этого, в 1935 году в составе этой команды выиграл Кубок Бельгии. Завершил карьеру игрока в 1953 году.

### Карьера в сборной
Дебютировал за сборную Бельгии 4 апреля 1937 года в товарищеском матче со сборной Нидерландов — Бельгия выиграла со счётом 2:1.
В составе сборной Бельгии принимал участие на чемпионате мира 1938 года, где сыграл в матче со сборной Франции — Бельгия проиграла 1:3. Всего за сборную Бельгии сыграл 16 матчей и забил 1 гол.

### Смерть
Скончался 22 января 1992 года в возрасте 73 лет.

## Достижения
«Даринг» (Моленбек)
- Чемпион Бельгии (2): 1935/36, 1936/37
- Обладатель Кубка Бельгии (1): 1934/35